# Санта-Барбара (Каліфорнія)
Санта-Барбара (англ. Santa Barbara) — місто (англ. city) в США, в окрузі Санта-Барбара штату Каліфорнія. Населення — 88 665 осіб (2020), з передмістями — близько 200 тисяч.

## Історія

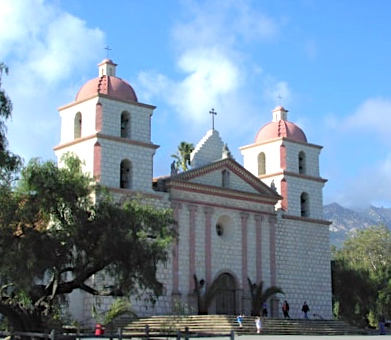
Будівля місії Святої Варвари

Перше поселення на місці сучасного міста було засновано 4 грудня 1786 року як місія іспанських францисканців і отримало назву на честь Святої Великомучениці Варвари.
29 червня 1925 року практично всі будівлі міста були зруйновані сильним землетрусом.

## Географія
Санта-Барбара розташована приблизно за 140 кілометрів на північний захід від Лос-Анджелеса на березі Тихого океану. З північного сходу місто оточує гірський масив, деякі піки якого перевищують висоту 1000 метрів над рівнем моря, захищаючи поселення від континентальних вітрів.
Санта-Барбара знаходиться в зоні сейсмічної нестійкості, тому періодично трапляються землетруси. 29 червня 1925 року більшість будівель було пошкоджено.
ПСанта-Барбара розташована за координатами 34°23′56″ пн. ш. 119°42′48″ зх. д. / 34.39889° пн. ш. 119.71333° зх. д. (34.398899, -119.713356). За даними Бюро перепису населення США в 2010 році місто мало площу 108,70 км², з яких 50,42 км² — суходіл та 58,28 км² — водойми.

### Клімат
Клімат у місті субтропічний середземноморський, тому узбережжя округу Санта-Барбара часто називають Американська Рів'єра за аналогією з Лазурним Берегом.
Найхолодніший місяць року — січень (11,1 °C), найтепліший — серпень (19,3 °C). Середньорічна температура становить 15,1 °C. Середньорічна кількість опадів — 413 мм, з них на травень-жовтень припадає всього лише 33 мм. Опади випадають в основному в темну пору доби у вигляді короткочасних дощів. Сніг буває не кожного року, і швидко тане.
Температура води протягом року коливається в діапазоні 16-18,5 °C, на мілководдях вище.
Гори захищають місто від континентальних вітрів, тому панують тихоокеанські повітряні маси, що виключають холод взимку і сильну спеку влітку.
| Клімат : Санта-Барбара                   | Клімат : Санта-Барбара | Клімат : Санта-Барбара | Клімат : Санта-Барбара | Клімат : Санта-Барбара | Клімат : Санта-Барбара | Клімат : Санта-Барбара | Клімат : Санта-Барбара | Клімат : Санта-Барбара | Клімат : Санта-Барбара | Клімат : Санта-Барбара | Клімат : Санта-Барбара | Клімат : Санта-Барбара | Клімат : Санта-Барбара |
| Показник                                 | Січ.                   | Лют.                   | Бер.                   | Квіт.                  | Трав.                  | Черв.                  | Лип.                   | Серп.                  | Вер.                   | Жовт.                  | Лист.                  | Груд.                  | Рік                    |
| Абсолютний максимум, °C                  | 31,7                   | 31,7                   | 35,6                   | 38,3                   | 38,3                   | 39,4                   | 42,2                   | 37,2                   | 40,6                   | 39,4                   | 36,1                   | 33,3                   | 42,2                   |
| Середній максимум, °C                    | 18,2                   | 18,6                   | 18,9                   | 20,6                   | 20,9                   | 21,8                   | 23,7                   | 24,4                   | 23,9                   | 22,7                   | 20,5                   | 18,2                   | 21,1                   |
| Середній мінімум, °C                     | 8,0                    | 8,9                    | 9,9                    | 11,0                   | 12,6                   | 14,2                   | 15,8                   | 15,8                   | 15,3                   | 13,4                   | 10,2                   | 8,2                    | 11,9                   |
| Абсолютний мінімум, °C                   | −6,7                   | −2,8                   | −1,1                   | −1,1                   | 2,2                    | 5,6                    | 6,7                    | 7,8                    | 3,3                    | 1,1                    | −2,2                   | −3,9                   | −6,7                   |
| Днів з дощем                             | 6,5                    | 6,3                    | 6,5                    | 2,9                    | 1,4                    | 0,9                    | 0,4                    | 0,5                    | 1,2                    | 1,7                    | 3,8                    | 4,9                    | 37,0                   |
| ---------------------------------------- | ---------------------- | ---------------------- | ---------------------- | ---------------------- | ---------------------- | ---------------------- | ---------------------- | ---------------------- | ---------------------- | ---------------------- | ---------------------- | ---------------------- | ---------------------- |
| Джерело: Western Regional Climate Center |                        |                        |                        |                        |                        |                        |                        |                        |                        |                        |                        |                        |                        |

## Населення
Згідно з переписом 2010 року, у місті мешкало 88 410 осіб у 35 449 домогосподарствах у складі 18 233 родин. Густота населення становила 813 особи/км². Було 37820 помешкань (348/км²).
Расовий склад населення:
| - 75,1 % — білих - 3,5 % — азіатів - 1,6 % — чорних або афроамериканців - 1,0 % — корінних американців - 0,1 % — вихідців з тихоокеанських островів - 14,7 % — осіб інших рас |

До двох чи більше рас належало 3,9 %. Частка іспаномовних становила 38,0 % від усіх жителів.
За віковим діапазоном населення розподілялося таким чином: 18,6 % — особи молодші 18 років, 67,2 % — особи у віці 18—64 років, 14,2 % — особи у віці 65 років та старші. Медіана віку мешканця становила 36,8 року. На 100 осіб жіночої статі у місті припадало 98,5 чоловіків; на 100 жінок у віці від 18 років та старших — 97,7 чоловіків також старших 18 років.
Середній дохід на одне домашнє господарство становив 94 076 доларів США (медіана — 66 107), а середній дохід на одну сім'ю — 112 706 доларів (медіана — 82 061). Медіана доходів становила 49 902 долари для чоловіків та 43 522 долари для жінок. За межею бідності перебувало 13,9 % осіб, у тому числі 17,2 % дітей у віці до 18 років та 9,2 % осіб у віці 65 років та старших.
Цивільне працевлаштоване населення становило 48 674 особи. Основні галузі зайнятості: освіта, охорона здоров'я та соціальна допомога — 23,1 %, науковці, спеціалісти, менеджери — 17,8 %, мистецтво, розваги та відпочинок — 14,7 %.

## Освіта
У місті знаходиться кілька університетів, у тому числі Каліфорнійський університет, і музична академія.

## Життя міста

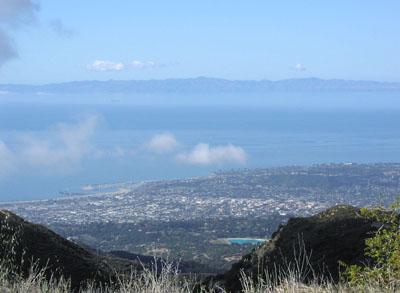
Вид на місто та море з навколишніх гір

Головою міста є мер. Також в місті розташовані установи округу.
М'який клімат приваблює в Санта-Барбару заможних людей з Лос-Анджелеса. В околицях міста знаходиться величезна кількість маєтків. Гучні імена голлівудських мешканців ваблять сюди і туристів. Ще більш популярним воно стало після виходу знаменитого телесеріалу «Санта-Барбара», в 1990-ті показаного і по українському телебаченню.
Незважаючи на сприятливі кліматичні умови, розширенню міста заважає брак питної води.

## Культурні алюзії
- У 1980-ті роки був знятий відомий у всьому світі телесеріал «Санта-Барбара» про життя заможних сімей міста.
- У 2006 році на екрані з'явився серіал «Ясновидець» про детектива-ясновидця поліції міста Санта-Барбара.

## Пам'ятки
- Музей природної історії Санта-Барбари
- Чумашська розписна печера

## Міста-побратими
- Японія — Тоба
- Мексика — Пуерто-Вальярта
- Іспанія — Пальма
- Україна — Ялта
- Ірландія — Дінгл

## Відомі люди
- Кеті Перрі (1984–дотепер) — всесвітньовідома американська зірка, співачка, композиторка та акторка.
- Роберт Чарльз Дермен Мітчем (1917—1997) — американський актор, сценарист, продюсер, співак
- Еді Седжвік (1943—1971) — американська акторка, фотомодель.